# Lou Diamond Phillips
Louis Diamond Phillips (17 de fevereiro de 1962) é um ator e diretor estadunidense. Seu papel mais notável veio quando ele estrelou como Ritchie Valens no drama biográfico La Bamba (1987). Pelo filme Stand and Deliver (1988), Phillips foi indicado ao Globo de Ouro e ganhou um Independent Spirit Award. Ele fez sua estréia na Broadway com o revival de O Rei e Eu em 1996, ganhando uma indicação ao Tony Award por sua interpretação do rei Mongkut. Os outros filmes notáveis de Phillips incluem Young Guns (1988), Young Guns II (1990), Courage Under Fire (1996), The Big Hit (1998), Brokedown Palace (1999), Che (2008)[carece de fontes?] e Os 33 (2015).